# Juan Ramón Santiago
Juan Ramón Santiago (Erandio, 8 marzo 1912 – 15 ottobre 1999) è stato un allenatore di calcio e calciatore spagnolo di ruolo difensore.

## Carriera
Juan Ramón nacque a Erandio, nei Paesi Baschi, nel 1912. Rimase orfano di madre in tenera età.
Iniziò a giocare a calcio nell'Erandio a livello locale, mettendosi positivamente in mostra, tanto da attirare le attenzioni dell'Alavés, che militava nella Primera División. 
Negoziò un contratto ed esordì nella Liga, a 18 anni, il 1º marzo 1931, contro l'Athletic Club. Tuttavia, Ramón rimase insoddisfatto dell'esperienza e dopo una sola partita decise di ritornare a giocare nell'Erandio, nei campionati dilettantistici.
Nel 1933 fu ingaggiato dal Gimnástico de Valencia, club antenato dell'odierno Levante, trasferendosi così nella Comunità Valenciana. Giocò nel club per una stagione, sempre a livello dilettantistico, venendo attenzionato da alcuni osservatori della Primera División. Nel 1934, dunque, passò al Valencia.
L'esperienza di Juan Ramón al Valencia fu interrotta dallo scoppio della guerra civile spagnola del 1936-1939. In virtù della sua provenienza, si arruolò nell'esercito basco. Fu un militante dichiarato del Partito Nazionalista Basco.
Durante questo periodo subì lutti familiari: perse un figlio di appena un anno di età, il padre (morto di cachessia nel campo di concentramento di Camposancos in Galizia, un fratello, torturato durante la prigionia nel Penal de El Dueso e uno zio, deceduto durante i lavori forzati per la costruzione del Valle de los Caídos.
Dopo il conflitto, Ramón tornò in campo e diventò il capitano del Valencia e uno dei giocatori più importanti nella storia del Valencia. Il club diede inizio a un periodo vincente, sollevando nel corso degli anni '40 due coppe di Spagna e tre campionati. Ramón lasciò il Valencia nel 1951, continuando a giocare nel Mestalla, fino al 1953. Si ritirò dal calcio giocato a 39 anni. Dopodiché, iniziò la carriera da allenatore, partendo proprio dal Mestalla.

## Palmarès

### Giocatore
- Coppa di Spagna: 2

Valencia: 1940-1941, 1948-1949
- Campionato spagnolo: 3

Valencia: 1941-1942, 1943-1944, 1946-1947
- Coppa Eva Duarte: 1

Valencia: 1949-1950

### Allenatore
- Segunda División spagnola: 1

Maiorca: 1964-1965